# 鳩ぽっぽ
『鳩ぽっぽ』（はとぽっぽ）は、童謡のひとつ。
作詞東くめ、作曲は瀧廉太郎。
童謡は作詞者、作曲者が不明なことが多いが、本曲ははっきりしており、それだけでも貴重とする意見が幼児教育の研究者の中にある。
「♪ぽっぽっぽ、鳩ぽっぽ……」という歌い出しの童謡『鳩』とは異なる曲である。なお、そちらは作者不詳とされている（後述）。

## 概要
明治33年（1900年）に作られ、明治34年（1901年）7月に刊行された『幼稚園唱歌』に第十二曲として収められている。戦後、昭和25年（1950年）5月に刊行された『小学校用おんがく1』（中経出版）に再録された（p.16-17）。
鳩に豆をやろうとする子供の視点から描かれた歌である。歌詞には以下のものが登場する。（歌詞の著作権は2039年まで存続している）
鳩
お寺の屋根
豆
本曲の歌い出しは「♪鳩ぽっぽ……」である。これについて作詞者の東くめは「“♪ぽっぽっぽ”で歌い出すと、鳩だか汽車だか判らない」とコメントしていたと、東くめの義理の娘にあたる人物が証言している。
鳩ぽっぽ - YouTube

## 『鳩』との関係
明治44年（1911年）に文部省によって編纂された『尋常小学唱歌』第一学年用には、「鳩」という楽曲が作詞作曲者不詳で採録されている。本曲が「鳩」の原曲なのではないか? 本曲の真似をして「鳩」が作られたのではないか? とする意見がある。
実例としては、上笙一郎と山崎朋子が以下のような指摘を行っている。
- 本曲と童謡『鳩』で登場している家鳩（pigeon）であり、家鳩は「クウクウ」と鳴く。「ポッポ」と鳴くのは山鳩（dove）である。
- このことから、童謡『鳩』は本曲のまねをしたのではないかと推測されている。

同様に『幼稚園唱歌』には「雪やこんこん」があり、『尋常小学唱歌』に作詞作曲者不詳で「雪」が採録されている。

## 歌碑
以下のように歌碑が作られている。年数は序幕された年。
- 1962年7月 和歌山県新宮市新宮駅前[6][7]。
- 1962年12月 東京都浅草寺境内[8][9]。
- 1963年 大阪府池田市五月山公園[10]
- 1964年 長野県善光寺境内[9]
- 1987年 和歌山県西牟婁郡すさみ町にある江住海岸公園[11]

## その他
- 新宮市では、2015年4月から正午を知らせるミュージックチャイムとして採用している[7]。
- 池田市では、2005年4月から燃えるごみの収集車の音楽に使用されている。［市政トピックス：4月から変わります ごみ収集車の音楽 燃えるごみは「鳩ぽっぽ」に広報いけだ1011号（2005年2月1日号・池田市・p8）］